# 9 شعبان
- السبت
- الأحد
- الاثنين
- الثلاثاء
- الأربعاء
- الخميس
- الجمعة

- 2525 يناير 2025
- 2626 يناير 2025
- 2727 يناير 2025
- 2828 يناير 2025
- 2929 يناير 2025
- 3030 يناير 2025
- 131 يناير 2025
- 21 فبراير 2025
- 32 فبراير 2025
- 43 فبراير 2025
- 54 فبراير 2025
- 65 فبراير 2025
- 76 فبراير 2025
- 87 فبراير 2025
- 98 فبراير 2025
- 109 فبراير 2025
- 1110 فبراير 2025
- 1211 فبراير 2025
- 1312 فبراير 2025
- 1413 فبراير 2025
- 1514 فبراير 2025
- 1615 فبراير 2025
- 1716 فبراير 2025
- 1817 فبراير 2025
- 1918 فبراير 2025
- 2019 فبراير 2025
- 2120 فبراير 2025
- 2221 فبراير 2025
- 2322 فبراير 2025
- 2423 فبراير 2025
- 2524 فبراير 2025
- 2625 فبراير 2025
- 2726 فبراير 2025
- 2827 فبراير 2025
- 2928 فبراير 2025

9 شعبان أو 9 شعبان المُعَظّم أو يوم 9 \ 8 (اليوم التاسع من الشهر الثامن) هو اليوم السادس عشر بعد المائتين (216) من أيَّام السنة (أو السابع عشر بعد المائتين لو كان شهر جمادى الآخرة مُتممًا لليوم الثلاثين أو الثامن عشر بعد المائتين لو أتم كلاً من صفر وربيع الآخر وجمادى الآخرة ثلاثين يوماً) وفق التقويم الهجري القمري (العربي). يبقى بعده 138 أو 139 يومًا لانتهاء السنة.

## أحداث
- 591 هـ - نشوب معركة الأرك بين الموحدين بقيادة الأمير أبي يوسف يعقوب بن يوسف بن عبد المؤمن وألفونسو الثامن ملك قشتالة، وانتهت المعركة بانتصار المسلمين.
- 803 هـ - شاه المغول الأتراك تيمورلنك يغزو دمشق.
- 932 هـ - ظهير الدين بابر ينتصر على الهنود في معركة بانيبات التي استمرت سبع ساعات فقط.
- 1334 هـ - انطلاق الثورة العربية الكبرى بقيادة الشريف حسين بن علي ضد الحكم العثماني، بعد مفاوضات ومراسلات مع بريطانيا استغرقت أكثر من عام ونصف.
- 1335 هـ - نشر جريدة القبلة القرار الذي حدد شكل علم الثورة العربية.
- 1349 هـ - محمد إقبال يلقي خطاب رئاسي في مدينة الله أباد قدم فيه نظرية الدولتين والخطوط العريضة لرؤية إنشاء باكستان.
- 1391 هـ - سلطنة عمان تنظم لجامعة الدول العربية.
- 1399 هـ - إطلاق سراح الرئيس الجزائري الأسبق أحمد بن بلة بعد اعتقاله قبل 12 سنة في أعقاب الانقلاب العسكري الذي قاده ضده وزير الدفاع هواري بومدين.
- 1409 هـ - عودة طابا إلى السيادة المصرية وذلك برفع العلم المصري فيها
- 1411 هـ - قوات التحالف تدخل العراق مؤذنة ببداية المعارك الأرضية في حرب الخليج الثانية لتحرير الكويت.
- 1425 هـ - افتتاح بنك بريطانيا الإسلامي «آي بي بي» ليكون أول مصرف إسلامي بريطاني في بريطانيا. فُتح المصرف في شارع أدجوير رود بالحي العربي في العاصمة لندن، ويعمل حسب الشريعة الإسلامية.
- 1429 هـ - ملك الأردن عبد الله الثاني يقوم بزيارة إلى العاصمة العراقية بغداد، ليكون بذلك أول زعيم عربي يزورها منذ الإطاحة بنظام صدام حسين.
- 1430 هـ - المحكمة العليا الباكستانية تقضي بأن حالة الطوارئ التي أعلنها الرئيس برويز مشرف باطلة وغير صحيحة ولا يجب العمل بها.
- 1435 هـ - رئيس الإمارات العربية المتحدة، خليفة بن زايد آل نهيان، يُصدر قانونًا اتحاديًّا بتطبيق التجنيد الإجباري على الرجال الإماراتيين.
- 1442 هـ - انطلاق الصاروخ سايوز 2 من ميناء بايكونور الفضائي وعلى متنه تحدي 1، أول قمر اصطناعي تونسي مصنع محليًّا، إلى جانب القمرين شاهين سات السعودي ودي إم سات 1 الإماراتي.
- 1446 هـ - إعلان تشكيل الحكومة اللبنانية الأولى في عهد جوزاف عون، من أربعةٍ وعشرين وزيرًا برئاسة القاضي نواف سلام.

## مواليد
- 1243 هـ - أمين شميل، أديب ومحامي وكاتب وصحفي لبناني.
- 1376 هـ - أسامة بن لادن، زعيم تنظيم القاعدة.
- 1378 هـ - أرييه درعي، سياسي إسرائيلي من أصل مغربي.
- 1381 هـ - زهرة الخرجي، ممثلة كويتية.
- 1396 هـ - مايا نصري، مغنية لبنانية.
- 1399 هـ - ريمى بندلي، مغنية لبنانية.

## وفيات
- 866 هـ - إبراهيم بن محمد التازي، متصوف وشاعر مغاربي.
- 1350 هـ - يوسف بورحيل المسماري، مجاهد ليبي.
- 1377 هـ - محمد الخضر حسين، عالم دين تونسي وشيخ الجامع الأزهر.
- 1403 هـ - أمل دنقل، شاعر مصري.
- 1414 هـ - باسل الأسد، ابن الرئيس السوري حافظ الأسد.
- 1438 هـ - إعلي ولد محمد فال، رئيس موريتانيا الأسبق.

## وصلات خارجية
- موقع قصة الإسلام: حدث في شهر شعبان.